# Colubrina travancorica
Colubrina travancorica là một loài thực vật có hoa trong họ Táo. Loài này được Bedd. mô tả khoa học đầu tiên năm 1869.